# Джеймс Франклин Кларк-младши
Джеймс Франклин Кларк-младши (на английски: James Franklin Clarke) е американски историк, който посвещава живота си на изследването на историята на дейността на американските мисионери в България и на българската история и основава академичната историческа българистика в Съединените щати.

## Биография
Роден е на 5 юни 1906 г. в Битоля, където баща му Уилям П. Кларк е мисионер. Внук е на Джеймс Франклин Кларк-старши, който е един от първите американски мисионери сред българите, комуто е писано да остане сред тях повече от 50 години. Семейството на Уилям Кларк живее в Битоля по време на Балканските войни и Първата световна война, а през 1919 г. се премества в Американското земеделско училище в Солун. Майката Марта Кларк отвежда синовете си в Швейцария и после в Англия, където те получават начално образование. От Англия семейството отива в Съединените щати и там младият Джеймс завършва средно образование в Бостън. Джеймс Кларк постъпва през 1924 г. в Амхърст Колидж в щата Масачузетс. През 1928 г. спечелва стипендия в Харвардския университет, където получава магистърска степен, и една година по-късно започва работа върху докторската си дисертация, посветена на ролята на дейността на американските мисионери в българското общество и нейното въздействие върху процеса на Възраждането.
От 1931 г. Джеймс Кларк работи три години в българските архиви и библиотеки, посещава множество селища, свързани с неговото изследване. В 1946 г. е аташе по печата и културата в посолството на Съединените щати в София. От 1951 до 1954 г. е професор по история в Университета в Индиана, където става основател и директор на първия в Съединените щати Институт за източноевропейски изследвания. Останалата част от неговата кариера до пенсионирането му през 1976 г. е свързана с Университета в Питсбърг, един от центровете на източноевропейските изследвания в САЩ. Благодарение на Кларк се стига до подписването на първия договор за научно сътрудничество и размяна на преподаватели между американски и български институции – университета на Питсбърг и Софийски университет „Св. Климент Охридски“.
Джеймс Кларк не се колебае да вземе отношение и към парливи въпроси на съвременните Балкани. Както и неговите предшественици-мисионери, които са били непосредствени наблюдатели на балканската историческа сцена, Кларк се придържа към схващането за българската принадлежност на славянското население на Македония. Без да отрича правото на това население да се самоидентифицира както намери за добре, той определя „македонския литературен език“ като мит, полемизирайки със свои американски колеги като Хорас Лънт и Стивън Фишер-Галати.
Джеймс Кларк е сред основателите на американско-българската фондация „Макгахан“. За последен път Кларк идва в България, за да участва в първия международен симпозиум за университетски четения и изследвания на българската история през 1981 г., и на международната конференция посветена 1300-годишнината на българската държава. Неговите заслуги за изследването и преподаването на българска история са отбелязани с ордена „Кирил и Методий“ I степен (1976 г.) и медала „Св. Климент Охридски“ (1981 г.).
През 1982 г. Джеймс Кларк почива в дома си в Питсбърг.

## Родословие
|  |  |  |  |  |  |                                     |                                     |                                     |                                     | Джеймс Франклин Кларк (1832 – 1916) | Джеймс Франклин Кларк (1832 – 1916) | Джеймс Франклин Кларк (1832 – 1916) | Джеймс Франклин Кларк (1832 – 1916) | Джеймс Франклин Кларк (1832 – 1916) | Джеймс Франклин Кларк (1832 – 1916) |                |                | Изабела Кларк (? - 1891) | Изабела Кларк (? - 1891) | Изабела Кларк (? - 1891) | Изабела Кларк (? - 1891) | Изабела Кларк (? - 1891) | Изабела Кларк (? - 1891) |                   |                   |                   |                   |  |  |
|  |  |  |  |  |  |                                     |                                     |                                     |                                     | Джеймс Франклин Кларк (1832 – 1916) | Джеймс Франклин Кларк (1832 – 1916) | Джеймс Франклин Кларк (1832 – 1916) | Джеймс Франклин Кларк (1832 – 1916) | Джеймс Франклин Кларк (1832 – 1916) | Джеймс Франклин Кларк (1832 – 1916) |                |                | Изабела Кларк (? - 1891) | Изабела Кларк (? - 1891) | Изабела Кларк (? - 1891) | Изабела Кларк (? - 1891) | Изабела Кларк (? - 1891) | Изабела Кларк (? - 1891) |                   |                   |                   |                   |  |  |
|  |  |  |  |  |  |                                     |                                     |                                     |                                     |                                     |                                     |                                     |                                     |                                     |                                     |                |                |                          |                          |                          |                          |                          |                          |                   |                   |                   |                   |  |  |
|  |  |  |  |  |  |                                     |                                     |                                     |                                     |                                     |                                     |                                     |                                     |                                     |                                     |                |                |                          |                          |                          |                          |                          |                          |                   |                   |                   |                   |  |  |
|  |  |  |  |  |  | Уилям П. Кларк (1865 - 1955)        | Уилям П. Кларк (1865 - 1955)        | Уилям П. Кларк (1865 - 1955)        | Уилям П. Кларк (1865 - 1955)        | Уилям П. Кларк (1865 - 1955)        | Уилям П. Кларк (1865 - 1955)        |                                     |                                     | Джеймс Кларк                        | Джеймс Кларк                        | Джеймс Кларк   | Джеймс Кларк   | Джеймс Кларк             | Джеймс Кларк             |                          |                          | Елизабет С. Кларк        | Елизабет С. Кларк        | Елизабет С. Кларк | Елизабет С. Кларк | Елизабет С. Кларк | Елизабет С. Кларк |  |  |
|  |  |  |  |  |  | Уилям П. Кларк (1865 - 1955)        | Уилям П. Кларк (1865 - 1955)        | Уилям П. Кларк (1865 - 1955)        | Уилям П. Кларк (1865 - 1955)        | Уилям П. Кларк (1865 - 1955)        | Уилям П. Кларк (1865 - 1955)        |                                     |                                     | Джеймс Кларк                        | Джеймс Кларк                        | Джеймс Кларк   | Джеймс Кларк   | Джеймс Кларк             | Джеймс Кларк             |                          |                          | Елизабет С. Кларк        | Елизабет С. Кларк        | Елизабет С. Кларк | Елизабет С. Кларк | Елизабет С. Кларк | Елизабет С. Кларк |  |  |
|  |  |  |  |  |  | Джеймс Франклин Кларк (1906 – 1982) | Джеймс Франклин Кларк (1906 – 1982) | Джеймс Франклин Кларк (1906 – 1982) | Джеймс Франклин Кларк (1906 – 1982) | Джеймс Франклин Кларк (1906 – 1982) | Джеймс Франклин Кларк (1906 – 1982) |                                     |                                     | Естер Н. Кларк                      | Естер Н. Кларк                      | Естер Н. Кларк | Естер Н. Кларк | Естер Н. Кларк           | Естер Н. Кларк           |                          |                          |                          |                          |                   |                   |                   |                   |  |  |
|  |  |  |  |  |  | Джеймс Франклин Кларк (1906 – 1982) | Джеймс Франклин Кларк (1906 – 1982) | Джеймс Франклин Кларк (1906 – 1982) | Джеймс Франклин Кларк (1906 – 1982) | Джеймс Франклин Кларк (1906 – 1982) | Джеймс Франклин Кларк (1906 – 1982) |                                     |                                     | Естер Н. Кларк                      | Естер Н. Кларк                      | Естер Н. Кларк | Естер Н. Кларк | Естер Н. Кларк           | Естер Н. Кларк           |                          |                          |                          |                          |                   |                   |                   |                   |  |  |